# Maria Hubmer-Mogg

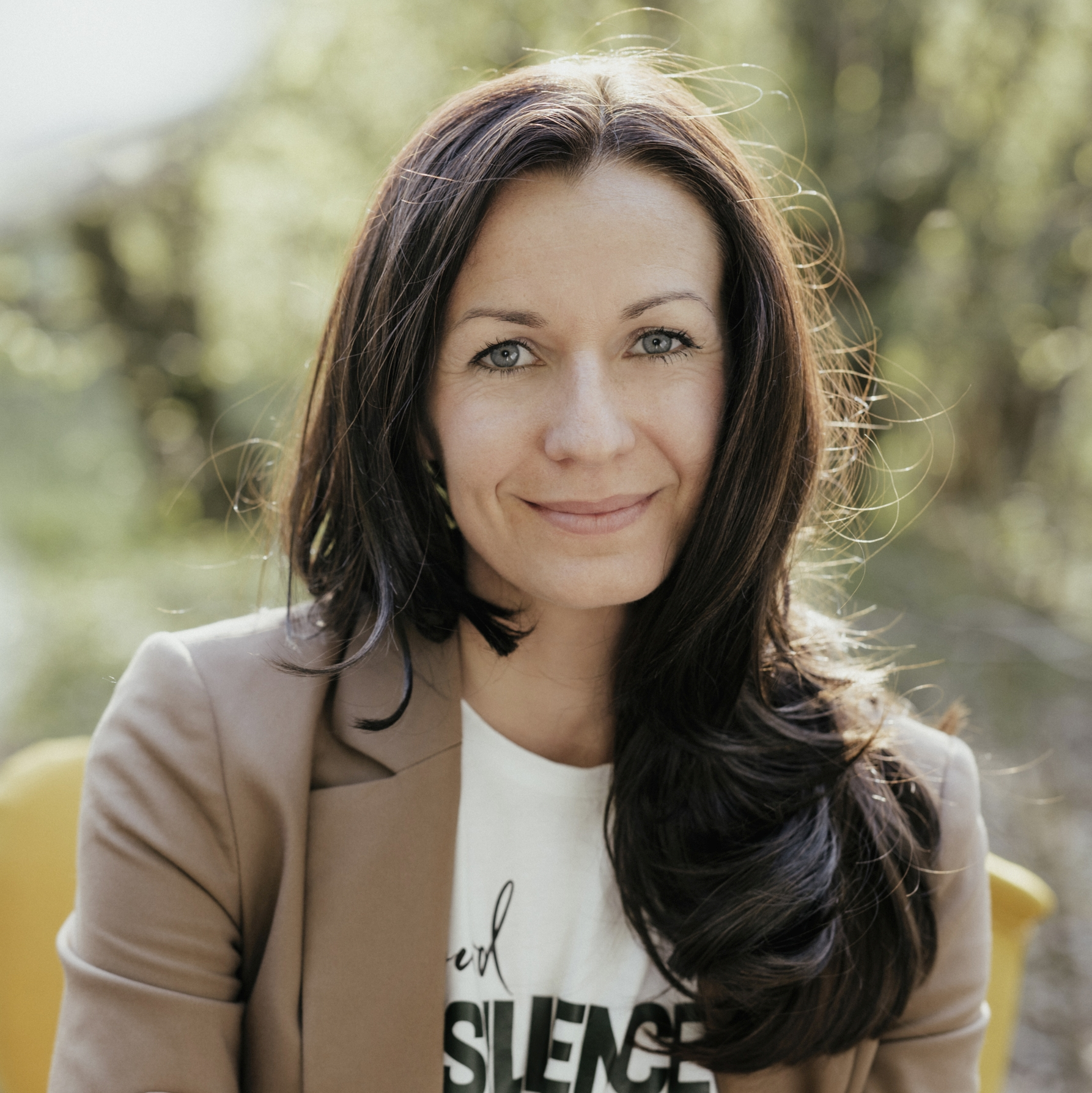
Maria Hubmer-Mogg (2024)

Maria Hubmer-Mogg (* 15. Dezember 1982 in Graz) ist eine österreichische Polit-Aktivistin und ehemalige Ärztin. Sie gilt als österreichische Galionsfigur der Gegner von Corona-Impfungen und ist Parteivorsitzende der Kleinstpartei DNA. Für diese kandidierte sie bei der Europawahl 2024 als Spitzenkandidatin erfolglos für einen Sitz im Europäischen Parlament.

## Berufliches
Maria Hubmer-Mogg absolvierte nach der Matura am Bundesgymnasium und Bundesrealgymnasium Seebacher das Medizinstudium in Graz. Nach Stationen bei verschiedenen Kliniken und einer Tätigkeit als selbständige Allgemeinmedizinerin war sie ab 2017 bei einem Grazer Privatklinikum angestellt. Nachdem ihre medizinisch fragwürdigen Aussagen auch im Youtube-Kanal der rechtspopulistischen FPÖ gesendet worden waren, kündigte ihr der Arbeitgeber. Ein von der Ärztekammer Steiermark gegen sie eingeleitetes Disziplinarverfahren wurde nicht abgeschlossen, laut Ärztekammer „wurde sie auf eigenen Wunsch aus der Ärzteliste gestrichen“.
Der Standard zitiert Hubmer-Mogg, sie beabsichtige, als Kräuterpädagogin und als Resilienztrainerin tätig zu werden. Von März bis Juni 2025 übte sie das Gewerbe Humanenergetik aus.

## Aktivismus im Bereich Impfgegnerschaft und Klimawandelleugnung
Während der Corona-Pandemie positionierte sich Hubmer-Mogg als entschiedene Gegnerin der Impfpflicht in Österreich und produzierte zu ihren Positionen auch Videos. Weiters engagiert sie sich für Menschen, die angeblich Impfschäden erlitten haben. Am 9. Dezember 2021 diskutierte sie mit Hellmut Samonigg, dem Rektor der Medizinischen Universität Graz, zu diesen Themenbereichen. Während der Pandemie wurde sie Galionsfigur der österreichischen Impfgegner.
Maria Hubmer-Mogg bezweifelt den menschengemachten Klimawandel. So behauptet sie etwa fälschlicherweise, die viel zitierte Studie des australischen Kognitionswissenschaftlers John Cook Quantifying the consensus on anthropogenic global warming in the scientific literature aus dem Jahr 2013 sei durch das absichtliche Entfernen von 8.000 Abstracts, die nicht in das Narrativ eines anthropogenen Treibhauseffekts gepasst hätten, manipuliert. Die genannte Arbeit untersuchte die Abstracts von 11.944 wissenschaftlichen Artikeln, die zwischen 1991 und 2011 veröffentlicht wurden, und kam zu dem Ergebnis, dass 97,1 % der Papers, die eine Position zum menschlichen Einfluss auf das Klima ausdrückten, den Mensch als Hauptursache für den Klimawandel bestätigen. Der Ausschluss von 7.930 Abstracts ist darauf zurückzuführen, dass sie keine explizite Erwähnung der Ursache des Klimawandels enthalten. Ihre fehlerhaften Behauptungen stützt Maria Hubmer-Mogg dabei auf den Brief There is no climate emergency der Organisation Clintel, der von vielen Klimawandelleugnern, darunter auch Persönlichkeiten mit Verbindung zum Mineralölunternehmen Shell oder anderen Bergbauunternehmen, unterzeichnet wurde. Eine Untersuchung der unterzeichnenden Personen des Briefes kam zu dem Ergebnis, dass „praktisch niemand“ davon ein Klimawissenschafter sei.
Hubmer-Moog ist Unterzeichnerin der Heidelberger Ärzteerklärung. Diese wird nach verschiedenen Quellen der Verschwörungsszene zugerechnet.

## Politik
Die von Maria Hubmer-Mogg 2024 gegründete Kleinstpartei DNA fordert einen Stopp des noch nicht beschlossenen WHO-Pandemievertrags. Weitere politische Ziele sind eine Volksabstimmung zum Thema Migration, Ausstieg aus dem Green Deal beziehungsweise ein „gesunder Mix von Energiequellen“, wie sie sich in der ORF-Pressestunde ausdrückte. Eine Halbierung der Größe des EU-Parlaments wird ebenfalls gefordert.
DNA erreichte bei der Europawahl 2024 2,7 % der Stimmen und verpasste somit den Einzug in das EU-Parlament.
Einen Antritt bei anderen Wahlen schloss Hubmer-Mogg im Mai 2024 noch aus. Dessen ungeachtet kandidierte Hubmer-Mogg mit ihrer Partei bei der Steirischen Landtagswahl 2024 im dortigen Wahlkreis 1. Obwohl es in der Steiermark keine Prozenthürde gibt, scheiterte Hubmer-Moggs DNA mit 0,25 % der Stimmen.

## Privates
Hubmer-Mogg ist verheiratet und hat einen Sohn.